# Gripe española en San Sebastián
La gripe española en San Sebastián (España) se desarrolló entre 1918 y 1920. Tuvo una letalidad y contagiosidad sin precedentes hasta la fecha por el influenza virus.

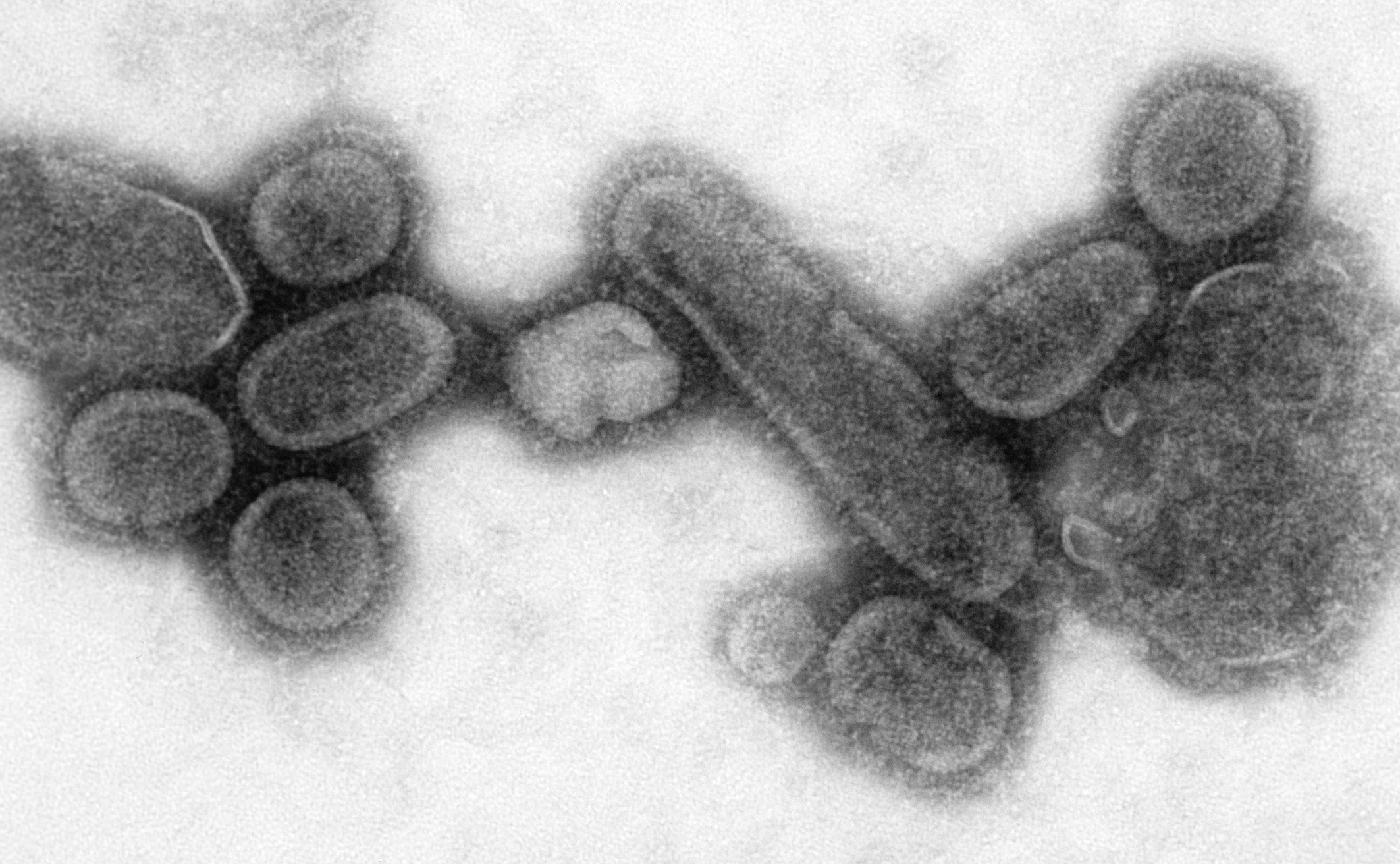
Influenza virus

El virus, resultado de una recombinación genética entre cepas humanas y aviares, sufrió una mutación particularmente virulenta durante el verano de 1918.
En San Sebastián fue afectada la mitad de la población, que entonces era de 60 000 habitantes, falleciendo el la ciudad  1000 personas como consecuencia de la infección. 
A diferencia de otras epidemias de gripe, esta afectó de manera desproporcionada a personas jóvenes, especialmente en el rango de edad de 15 a 45 años, un patrón epidemiológico inusual que contribuyó al alto impacto social y sanitario en la ciudad.

## Descripción
El origen parece claro que estuvo situado en Estados Unidos en primavera del año 1918 y por el transporte masivo de tropas en el curso de la Primera Guerra Mundial. Se extendió por Europa y el resto del mundo. Produjo más fallecimientos que en toda la Primera Guerra Mundial.
Se denominó gripe española porque la prensa en España describió pormenorizadamente la evolución y la letalidad de la enfermedad, cosa que en otros países, debido a la censura existente por la primera guerra mundial, no sucedió.
El único tratamiento aplicado en esa época para el influenza virus era el sintomático y el aislamiento de los enfermos.
Un factor que dio mucha patogeneidad al virus fue que desarrollaba una reacción autoinmune en los pacientes, especialmente en el tejido pulmonar. Este hecho hizo que los más afectados fueran adultos jóvenes.
Comenzó con una primera onda epidémica, en la primavera de 1918, con la clínica habitual de la gripe y con una incidencia limitada.
Una segunda onda, propiciada por una mutación del anterior virus, se inició en el mes de septiembre presentando su cénit en octubre y desapareciendo en noviembre. Afectó a una gran parte de la población, provocando una clínica brutal, de evolución muy rápida y letal. Afectaba especialmente a jóvenes y a adultos-jóvenes y era usual que fallecieran varios miembros de la misma familia en un corto espacio de tiempo.
Hubo una tercera onda con una afectación menor que la anterior.
Algunos investigadores consideran que se podría hablar de una cuarta onda gripal y que ocurrió el año 1920 afectando principalmente a niños.
La mayoría de los pacientes eran atendidos en sus casas y el Hospital San Antonio Abad era el centro de referencia sanitario especialmente los médicos José Beguiristáín y el pediatra Ángel Elvira.